# Iwanówka (obwód tarnopolski)
 Iwanówka (ukr. Іванівка, Iwaniwka) – wieś na Ukrainie w rejonie tarnopolskim obwodu tarnopolskiego. W II Rzeczypospolitej w powiecie trembowelskim województwa tarnopolskiego. 
W nocy z 12 na 13 kwietnia i 12 września 1944 oraz w styczniu 1945 nacjonaliści ukraińscy z OUN-UPA zamordowali tutaj 32 Polaków.
W czasie okupacji niemieckiej mieszkająca tutaj polska rodzina Górniaków ukrywała Żydów. W 1985 roku Instytut Jad Waszem uhonorował za to Tatianę Górniak, jej synów Jana i Michała oraz synową Józefę Górniak, tytułami Sprawiedliwych wśród Narodów Świata.
Do 2020 w rejonie trembowelskim.